# Colli Bolognesi Pignoletto Monte San Pietro
 (septembre 2024).
Si vous disposez d'ouvrages ou d'articles de référence ou si vous connaissez des sites web de qualité traitant du thème abordé ici, merci de compléter l'article en donnant les références utiles à sa vérifiabilité et en les liant à la section « Notes et références ».
Le Colli Bolognesi Pignoletto Monte San Pietro est un vin blanc italien de la région Émilie-Romagne doté d'une appellation DOC depuis le 29 mai 1975. Seuls ont droit à la DOC les vins récoltés à l'intérieur de l'aire de production définie par le décret.

## Aire de l'appellation
La sous-zone « Monte San Pietro » est définie par intégralité de la commune de Monte San Pietro, dans la province de Bologne.

## Caractéristiques organoleptiques
- couleur: jaune paille claire avec des reflets verdâtres
- odeur: délicat, caractéristique, légèrement aromatique
- saveur: sèche aimable,  harmonique, parfois vif

Le Colli Bolognesi Pignoletto Monte San Pietro se déguste à une température de 7 à 9 °C. Le vin est à boire jeune

## Production
Province, saison, volume en hectolitres :
- pas de données disponibles